# Sphinx gordius
Espèce
Sphinx gordius est une espèce de lépidoptères (papillons) de la famille des Sphingidae, de la sous-famille des Sphinginae et de la tribu des Sphingini.

## Description
L'envergure varie de 68 à 108 mm. L'espèce est étroitement apparentée à Sphinx poecila. Le Sphinx gordius est beaucoup plus contrasté que Sphinx poecila, ce qui le rend facile à déterminer dans de nombreux cas. Cependant, la caractéristique la plus sûre est la détermination de la zone submarginale de l'aile avant, qui dans le cas du Sphinx gordius est très sombre, presque noire, et contraste avec la couleur grise du reste de l'aile avant. Dans les espèces similaires, cette zone a la même couleur que le reste de l'aile. Toutes les autres caractéristiques mentionnées dans la littérature sur le dessus des ailes antérieures ne conduisent pas toujours à une détermination correcte. L'espèce est très variable. Il y a des individus qui sont très sombres Pas clair|alors que leurs juvéniles ont des ailes normalement contrastées. La détermination sûre de ces spécimens foncés présente les plus grandes difficultés. Dans l'Ouest de l'aire de répartition, certains spécimens ont une couleur blanchâtre dans la région médiane des ailes antérieures, raison pour laquelle ces animaux ressemblent au Sphinx luscitiosa. Les ailes arrière ont une face dorsale gris-jaunâtre à gris et une bordure noire et une ligne médiane noire.

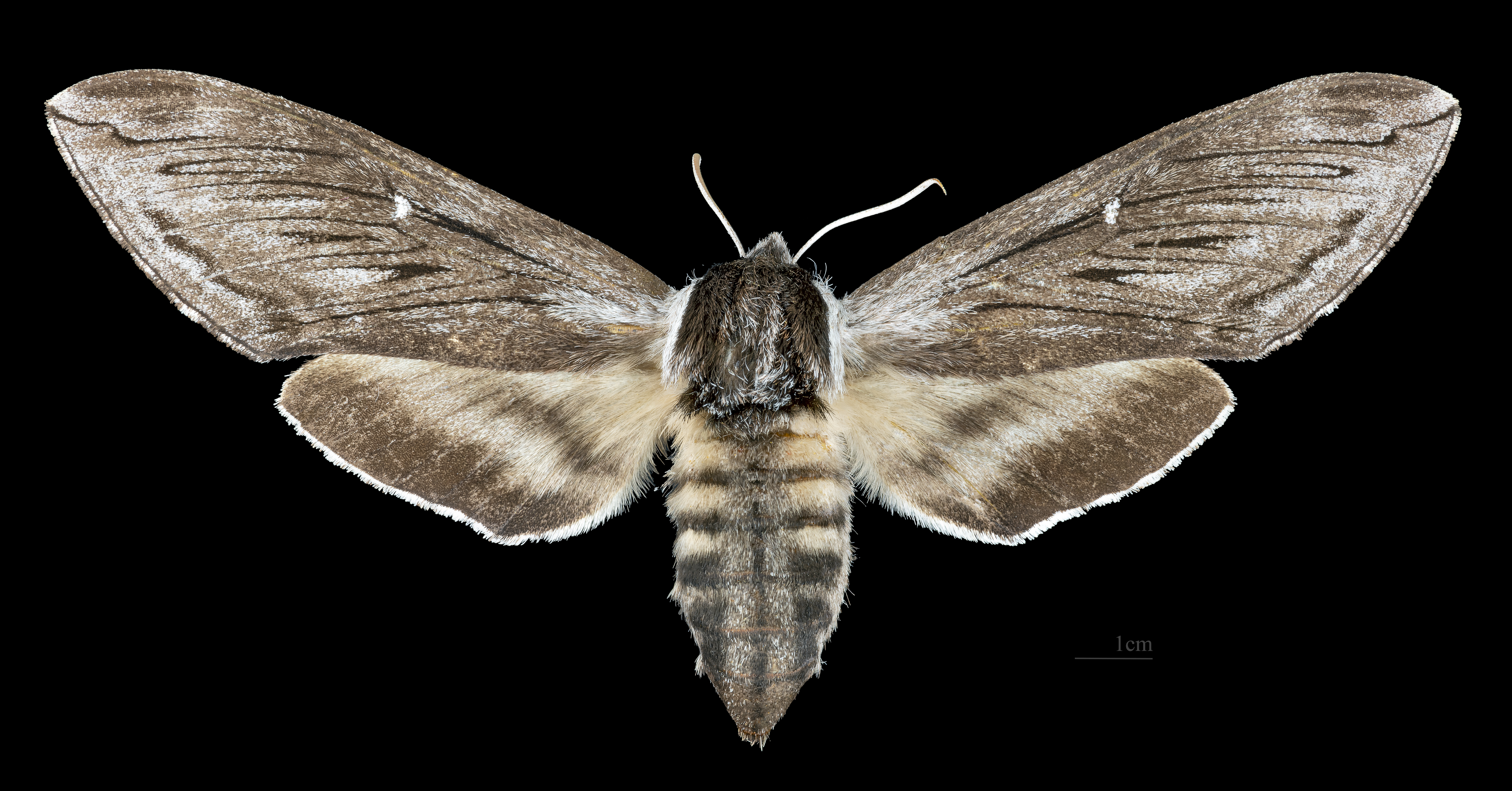
Face dorsale de la femelle (coll.MHNT)
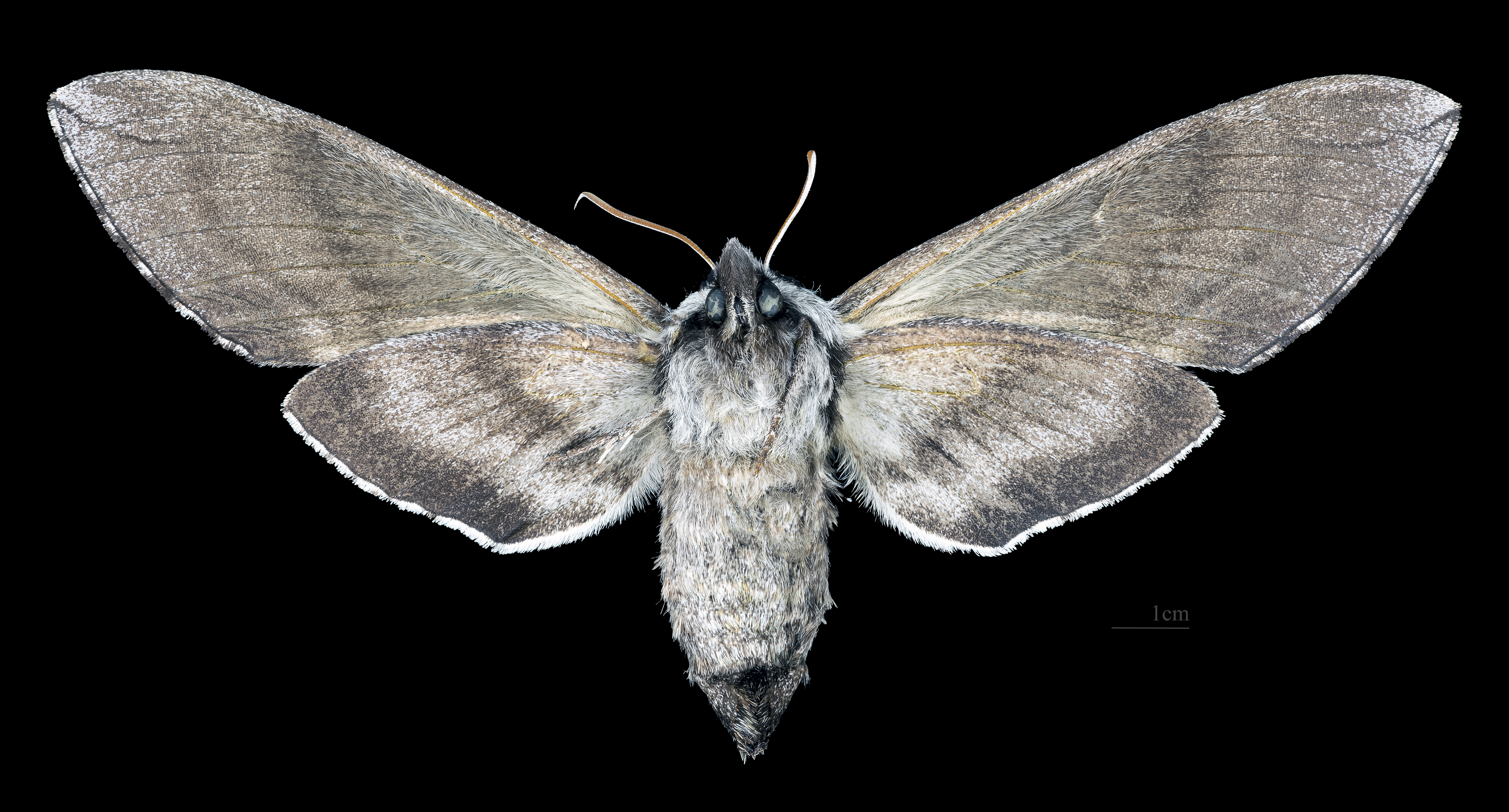
Face ventrale de la femelle (coll.MHNT)

## Répartition et habitat
Habitat
Vole dans les forêts à feuilles caduques des plaines dans l'est des États-Unis.
Répartition
Dans le nord des États-Unis et dans le sud du Canada, principalement à l'est des montagnes Rocheuses. On le trouve également le long de la côte est jusqu'en Floride et dans les montagnes Rocheuses jusqu'au Colorado .

## Biologie
Les chenilles se nourrissent des espèces des genres Malus , Rosa et Fraxinus .

## Systématique
L'espèce Sphinx gordius a été décrite par le naturaliste hollandais Pieter Cramer en 1779.
La localité type est l'état de Virginie.

### Synonymie
- Hyloicus gordius oslari Rothschild & Jordan, 1903
- Sphinx gordius campestris McDunnough, 1931[3]

### Liste des sous espèces
- Sphinx gordius gordius Cramer, 1779
- Sphinx gordius gordiusoslari (Rothschild & Jordan, 1903). Dans l'état du Colorado [4].